# K.u.k. Ulanenregiment „Kaiser Joseph II.“ Nr. 6

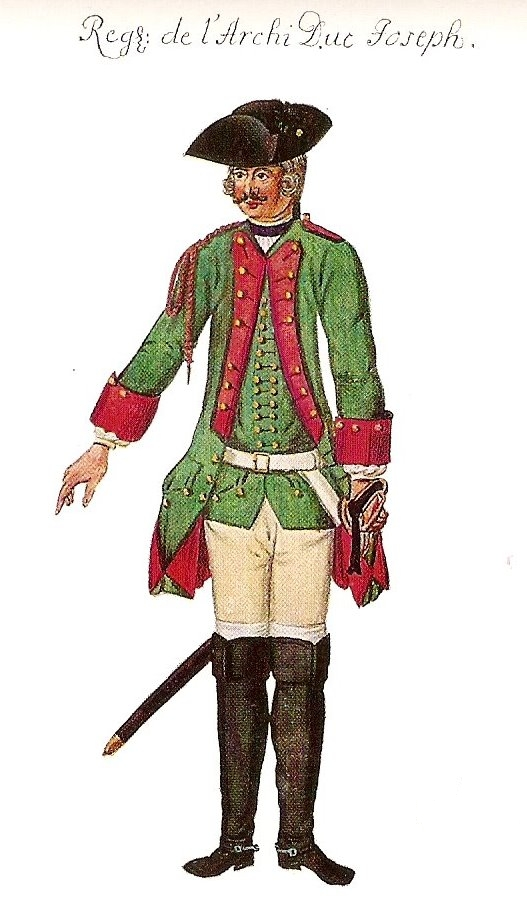
Das Dragonerregiment Erzherzog Joseph (D I) - zeitgenössische Albertina-Handschrift von 1762, Heeresgeschichtliches Museum, Wien.

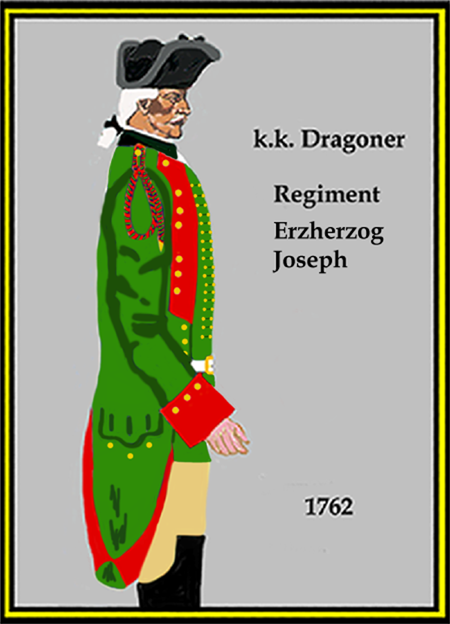
Als Dragonerregiment Erzherzog Joseph 1748–1765

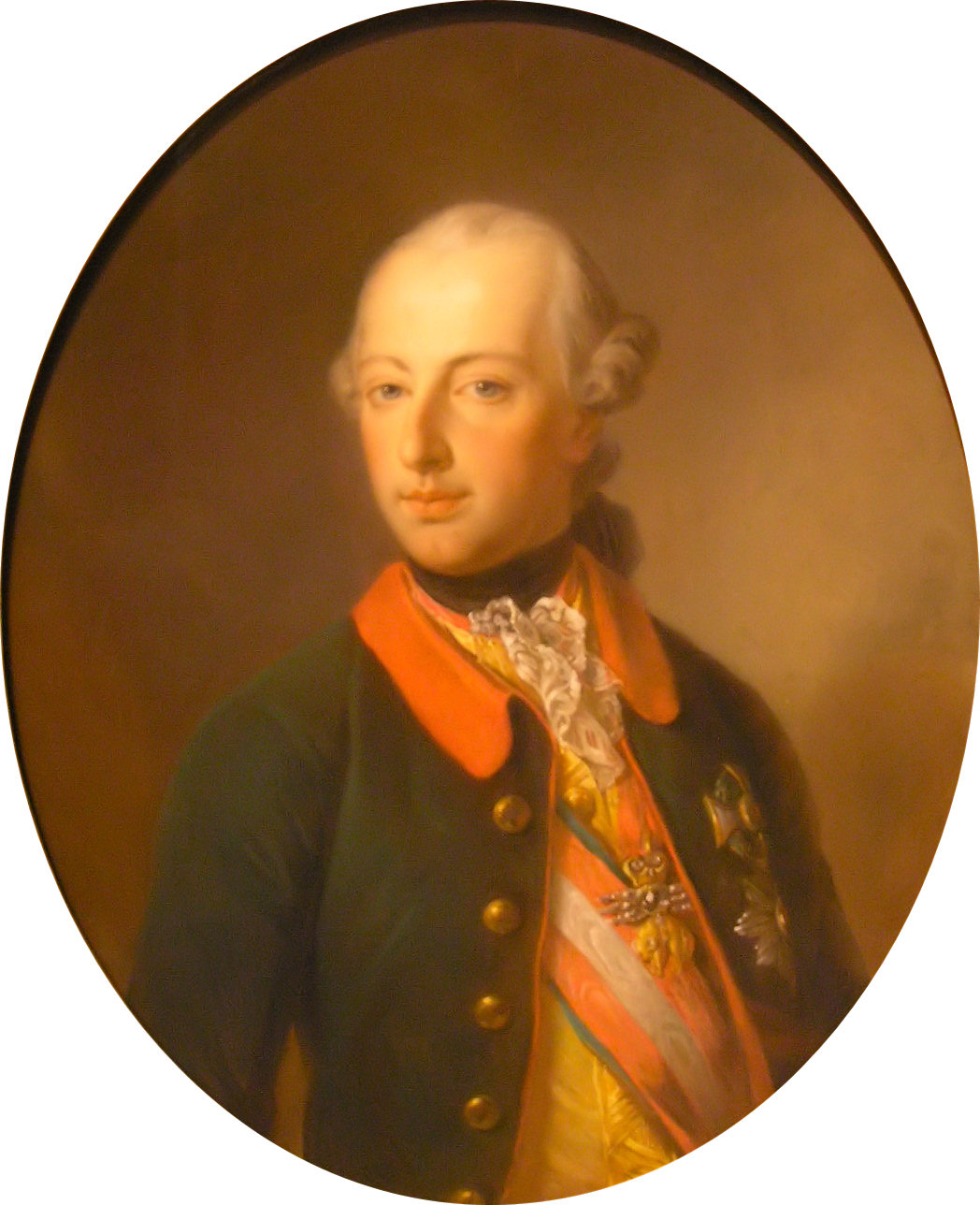
Der Regimentsinhaber 1748–1790 Erzherzog Joseph/Kaiser Joseph II. wurde wieder Ende des 19. Jahrhunderts zum Namensgeber

Das Regiment war ein Kavallerieverband, der 1688 als Löwenschild-Dragoner für die kaiserlich-habsburgische Armee errichtet wurde. Aus diesem entwickelte sich im Laufe der Zeit bis hin zur Gemeinsamen Armee das k.u.k. Ulanenregiment „Kaiser Joseph II.“ Nr. 6.
Als im Jahre 1769 eine Rangliste der Kavallerie-Regimenter erstellt wurde, erhielt der Verband darin die Bezeichnung Cavallerie-Regiment Nr. 1 zugewiesen. Das war jedoch nicht der Name des Regiments, da bis zum Jahre 1798 die Regimenter weiterhin nach ihren jeweiligen Inhabern (die nicht auch die Kommandanten sein mussten) benannt wurden. Eine verbindliche Regelung der Schreibweise existierte nicht. (z. B. Regiment Graf Serbelloni – oder Regiment Serbelloni.) Mit jedem Inhaberwechsel änderte das betroffene Regiment dann auch seinen Namen.
Nach der Änderung des Systems 1798 galt vorrangig die nummerierte Bezeichnung, die unter Umständen mit dem Namen des Inhabers verbunden werden konnte. Hierbei erfolgte die Umbenennung in Dragoner-Regiment Nr. 1.
Zur Systematik wurden nachträglich auch folgende Nummerierungen eingeführt: 1688/1  (nach Tessin), Dragonerregiment D I (nach Bleckwenn).
Im Jahre 1915 wurden alle Ehrennamen der Regimenter ersatzlos gestrichen, es sollte von da an nur noch k.u.k. Ulanenregiment Nr. 6 heißen. Dies ließ sich jedoch im allgemeinen Sprachgebrauch nicht durchsetzen, insbesondere die sparsame k.u.k. Militäradministratur verfügt hatte, zuerst alle vorhandenen Stempel und Formulare aufzubrauchen.

## Formationsgeschichte
- Laut Patent vom 11. Dezember 1688 durch Graf Löwenschild als „Dragoner-Regiment Löwenschild“ in Schlesien aufgestellt.
- 1700 wurden Teile der aufgelösten Regimenter „Uhlenfeld“ und „Glöckelsperg“ eingegliedert
- 1721 Eine Kompanie des aufgelösten Dragoner-Regiments „Veterani“ eingegliedert
- 1731 musste das Regiment einen Teil der 1727 aufgestellten Auctions-Kompanie an das Dragoner-Regiment „Vehlen“ abgegeben.
- 1765 wurde das Regiment in ein Chevauxlegers-Regiment umgewandelt. Die bisherige Grenadierkompanie wurde ebenfalls zur Chevauxlégers-Kompanie.
- Von 1769 an führte der Verband die Kavallerie-Ranglistennummer 1.
- 1785 erhielt das Regiment zur Aufstellung einer Ulanen-Division als Stamm eine Eskadron von der dem Chevauxlegers Regiment Levenehr zugeteilt gewesenen Ulanen-Division und stellte die 2. Eskadron selbst auf. Diese Division wurde 1790/91 zum späteren 1. Ulanen-Regiment abgegeben.
- 1798 wurde die Einheit zum Dragoner-Regiment (leichtes) Nr. 1 umgewandelt. Dieses wurde jedoch 1802 wieder rückgängig gemacht. Es erhielt die Oberst-Division des aufgelösten Dragoner-Regiments „Coburg Nr. 6“ zugewiesen.
- 1851 wurde das Regiment in ein Ulanen-Regiment umgewandelt und erhielt als solches die Nr. 6
- 1860 erhielt es zur Komplettierung eine Division des Ulanen-Regiments Erzherzog Karl Nr. 3 zugewiesen.

## Ergänzungen
- 1781–1817 aus Mähren
- 1817–52 aus Ober- und Niederösterreich
- 1853 aus dem lombardisch-venezianischen Königreich aus dem Bezirk des Infanterie-Regiments Nr. 26 (Udine)
- von 1857 aus den Bezirken der Infanterieregimenter Nr. 16 und Nr. 26 (Treviso und Udine).
- Seit 1860 war es ein galizisches Regiment und ergänzte sich bis 1867 aus den Bezirken der Infanterie-Regimenter Nr. 20 und Nr. 57 Neu-Sandez und Tarnów)
- 1867–83 aus den Bezirken der Infanterieregimenter Nr. 20 und Nr. 13 (Neu Sandez und Krakau
- 1883–89 aus den Bezirken der Infanterieregimenter Nr. 10, Nr. 45, Nr. 77 und Nr. 90 (Przemyśl, Sanok, Sambor und Jaroslau).
- Anschließend wurde das Regiment dem Bereich des I. Korps (Militär-Territorial-Bezirk Krakau) zugewiesen.

## Garnisonen
| I. | II. | III. |
| --- | --- | --- |
| - 1698 Brod - 1701–03 Siebenbürgen - 1712–15 Kecskemét - 1718 ganz Ungarn - 1726 Veszprémer Komitat - 1731 Slavonien - 1732 Mähren und Schlesien - 1733 Italien - 1736–37 Ungarn - 1740–41 Wien - 1749 St. Georgen - 1754–56 Böhmen - 1763 Ödenburg - 1768 St. Georgen - 1772 Troppau - 1775–78 Mähren - 1779–92 Gaja - 1798–99 Radkersburg - 1801 Gaja | - 1802 Nikolsburg - 1803 Troppau - 1805 Leipnik - 1806 Ried - 1807 Eperies - 1808–09 Gródek - 1810–13 Gyöngyös - 1814–15 Ungarisch-Brod - 1816 Verona - 1817 Vicenza - 1821 Neapel - 1825 Aversa - 1829 Padua - 1830 Mailand - 1833 Verona - Vicenza - 1836 Radkersburg - 1837 Wien - 1839 Tarnów | - 1847–48 Gródek - 1849 Pécsvárad, dann Fünfkirchen - 1850 Essegg - 1851 Maria-Theresiopel dann Fünfkirchen - 1852 Kecskemét - 1854 Kronstadt - 1855 Körmend - 1856 Wien - 1858–59 Tulln - 1859–66 Lugos - 1866 Austerlitz - 1871 Stockerau - 1873 Wien - 1875 Neuhäusel - 1886 Przemyśl - 1894 Jaroslau - 1898 Rzeszów - 1914 Stab, I. Div: Rszeszów - II. Div. Dębica |

## Regimentsinhaber
- 1688 Obrist Gustav Hannibal Graf Löwenschild (Dragoner-Regiment Löwenschild)
- 1690 Obrist Leopold Graf Schlik (Dragoner-Regiment Graf Schilk)
- 1705 Obrist Gundaker Graf Althann (Dragoner-Regiment Althann)
- 1748 Oberst Erzherzog Joseph (Dragoner-Regiment Erzherzog Joseph)
- 1765 Kaiser Joseph II. (Chevauxlegers-Regiment Kaiser Joseph II.)
- 1790 Kaiser Leopold II.
- 1792 Kaiser Franz II.
- 1806 Kaiser Franz I.
- 1835 Kaiser Ferdinand I.
- 1848 Kaiser Franz Joseph I.

## Zweiter Inhaber
- 1774 Graf Franz Moritz von Lacy, Feldmarschall († 1801)
- 1802 Freiherr Wolfgang von Zeschwitz, FML († 1802)
- 1803 Prinz Josef zu Lothringen, FML  († 1812)
- 1812 Freiherr Heinrich Bersina von Siegenthal, FML († 1831)
- 1832 Fürst Alfred zu Windischgrätz, FML, (erhielt 1835 das 4. Chevauxlegers  später Dragoner-Regiment Nr. 14)
- 1835 Graf Eugen Wratislaw von Mitrowitz, Feldmarschall

## Regiments-Kommandanten
| I. | II. | III. |
| --- | --- | --- |
| - 1688 der Inhaber, Obrist Löwenschild - 1689 Obristlieutenant Lukács - 1690 der Inhaber Obrist Graf Schlik - 1691 Obristlieutenant Bronsée - 1693 Obristlieutenant Johann Freiherr von Ritschan - 1698 Obristlieutenant Ludwig de Peroni - 1702 Obristlieutenant Ernst Heinrich von Zengg - 1703 Obristlieutenant Stadelmayer - 1709 Obristlieutenant-Obrist Maxmilian Schuhknecht - 1727 Obrist Leopold Freiherr von Wolff - 1734 Obrist Nicolaus Graf Pálffy - 1734 Obrist Philipp Dickweiler - 1743 Obrist Johann Freiherr von Soyer - 1748 Obrist Franz Freiherr von Stein - 1754 Obrist Franz Wiese - 1758 Oberst Johann Graf Fuchs - 1760 Oberst Carl Graf Richecourt | - 1771 Oberstlieutenant Langendorff (ad interim) - 1772 Oberstlieutenant-Oberst Franz Graf Colloredo - 1777 Oberst Nicolaus Graf Colloredo-Mels - 1786 Oberst Johann Chevalier Fitzgerald - 1793 Oberst Peter Freiherr von Bolza - 1796 Oberst Franz Freiherr von Pilati - 1800 Oberst Carl Freiherr von Kölbel - 1801 Oberst Albert von De Best - 1804 Oberst Joseph Graf Baillet de Latour - 1808 Oberst Carl Graf Raigecourt - 1812 Oberst Simon Chevalier Fitzgerald - 1820 Oberst Franz Graf Coudenhove - 1824 Oberst Anton Freiherr von Puchner - 1832 Oberst Joseph Edler von Glaeser - 1838 Oberst Carl Freiherr von Moltke - 1846 Oberst Gottfried von Reschenbach - 1849 Oberst Johann Freiherr von Gorizzutti | - 1854 Oberst Carl Ritter von Brzezany - 1859 Oberst Carl Netzer von Sillthal - 1859 Oberst August Freiherr von Waldegg - 1867 Oberst Wilhelm von Dorner - 1873 Oberst Carl Freiherr von Lasollaye - 1874 Oberst Alexander Graf Kálnoky de Köröspatak - 1874 Oberstlieutenant-Oberst Victor Bolfek - 1876 Oberst Joseph Traxler - 1879 Oberstlieutenant-Oberst Otto Freiherr von Gagern - 1885 Oberstlieutenant Stanislaus Ritter von Kowalski - 1885 Oberst Heinrich Graf Wolkenstein-Trostburg - 1886 Oberstlieutenant-Oberst Emil Rübner - 1890 Oberst Hermann Graf Salm-Hoogstraeten - 1895 Oberst Hugo de Balthasar - 1900 Oberstlieutenant Johann Grossmann - 1914 Oberst Alexander Dienstl |

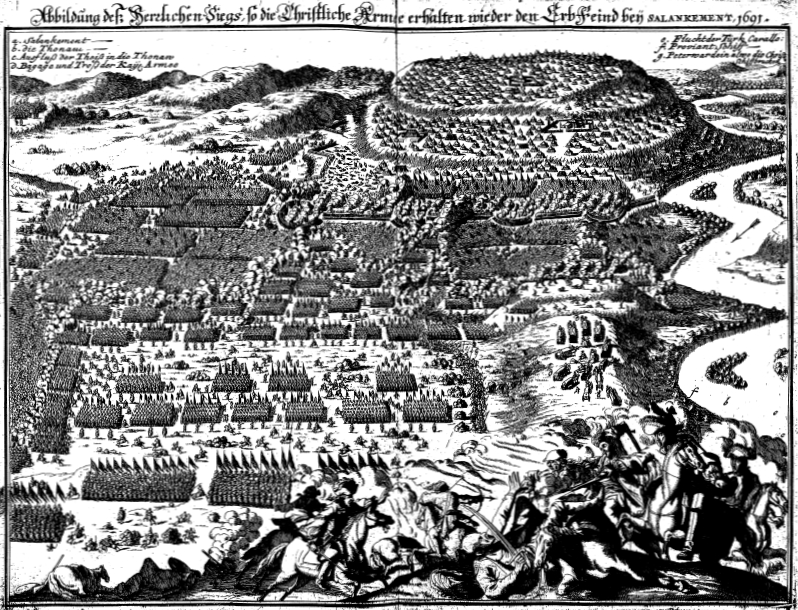
Schlacht bei Slankamen

## Gefechtskalender
→Großer Türkenkrieg
- 1689 Teilnahme am Feldzug nach Bosnien und später nach Siebenbürgen.
- 1690 Zur Hauptarmee detachiert.
- 1691 Kämpfe in der Schlacht bei Slankamen
- 1692 Vorübergehend zur Blockade von Grosswardein abgestellt. Anschließend Verlegung nach Siebenbürgen, wo es auch die folgenden Jahre verblieb und nur an untergeordneten Operationen des dortigen Korps teilnahm.
- 1696 Vor Peterwardein. Ein Teil des Regiments war an der späteren Expedition nach Bosnien beteiligt.
- 1698 Mit der Hauptarmee am Feldzug gegen Temesvár beteiligt, danach Detachierung zu der vor Arad stehenden Truppe.

Spanischer Erbfolgekrieg
- 1702 verlegte das Regiment von Siebenbürgen nach Oberösterreich.
- 1703 In einem Scharmützel bei Eisenbirn wurde der Verband von bayerischen Truppen überfallen und erlitt große Verluste.

Antihabsburgischen Aufstände im Königreich Ungarn von 1671–1711
- 1703 Am Ende des Jahres rückte das Regiment nach Ungarn ab und kämpfte in einem Gefecht bei Levencz
- 1704 Gefechte bei Stuhlweissenburg und Gyarmat (Raab)
- 1705 Zur Hauptarmee abgestellt. Kämpfe bei Bibersburg und Sibó
- 1706 Sicherungs- und Patrouillendienste im Korps Rabutin in Oberungarn
- 1707–1710 Sicherungs- und Patrouillendienste in Ungarn
- 1710 Teilnahme am Gefecht bei Romhány
- 1711 Zerschlagung eines Rebellen-Verbandes bei Puszta-Ondód

Spanischer Erbfolgekrieg
- 1713 Verlegung an den Rhein. Keine Gefechtstätigkeit

Venezianisch-Österreichischer Türkenkrieg
- 1716 wurde das Regiment wieder nach Ungarn beordert. Hier nahm es an der Schlacht von Peterwardein und der Belagerung von Temesvár teil.
- 1717 Kämpfe bei der Belagerung und Schlacht bei Belgrad

Polnischer Erbfolgekrieg
- 1734 Nach Italien verlegt, kämpfte das Regiment in der Schlacht bei Parma, bei Quingentole und der Schlacht bei Guastalla
- 1735 Sicherungs- und Patrouillendienste am rechten Po Ufer. Danach Verlegung nach Südtirol (zu dem damals auch das Trentino zählte!)

Russisch-Österreichischer Türkenkrieg (1736–1739)
- 1737 Operationen mit dem Korps Wallis in Siebenbürgen und der Walachei
- 1738 Kämpfe mit Hauptarmee bei Kornia und Mehadia
- 1739 Teilnahme an der Schlacht bei Grocka

Österreichischer Erbfolgekrieg
- 1741 Kämpfe in Schlesien, und in der Schlacht bei Mollwitz
- 1742 Kämpfe im Gefecht bei Caslau und bei der Belagerung von Prag
- 1743 Sicherungs- und Patrouillendienste in Bayern. Keine Gefechtstätigkeit
- 1744 Sicherungs- und Patrouillendienste bei der Armee am Rhein, später im Jahr nach Böhmen verlegt. In diesem Jahr keine Gefechtstätigkeit
- 1745 Teilnahme an der Schlacht bei Hohenfriedberg und der Schlacht bei Soor
- 1746 Verlegung des Regiments in die Niederlande, Teilnahme am Gefecht bei Rocour
- 1747 Teilnahme an der Schlacht bei Lauffeldt

Siebenjähriger Krieg
- 1756 Schwere Kämpfe in der Schlacht bei Lobositz
- 1757 Kämpfe in der Schlacht bei Prag und der Schlacht bei Breslau. In der Schlacht bei Leuthen deckte das Regiment den Rückzug.
- 1758 Gefechte bei Königgrätz und Spremberg
- 1759 Sicherungs- und Patrouillendienste in Schlesien, ohne Gefechtstätigkeit
- 1760 Eine Eskadron war in ein Gefecht bei Breslau verwickelt. Das Regiment kämpfte bei Landshut und Liegnitz
- 1761 Zuteilung zur russischen Armee in Schlesien
- 1762 Kämpfe im Gefecht bei Peilau

Bayerischer Erbfolgekrieg
- 1778 Zur Armee in Böhmen detachiert. Nur kleinere Gefechte

Koalitionskriege

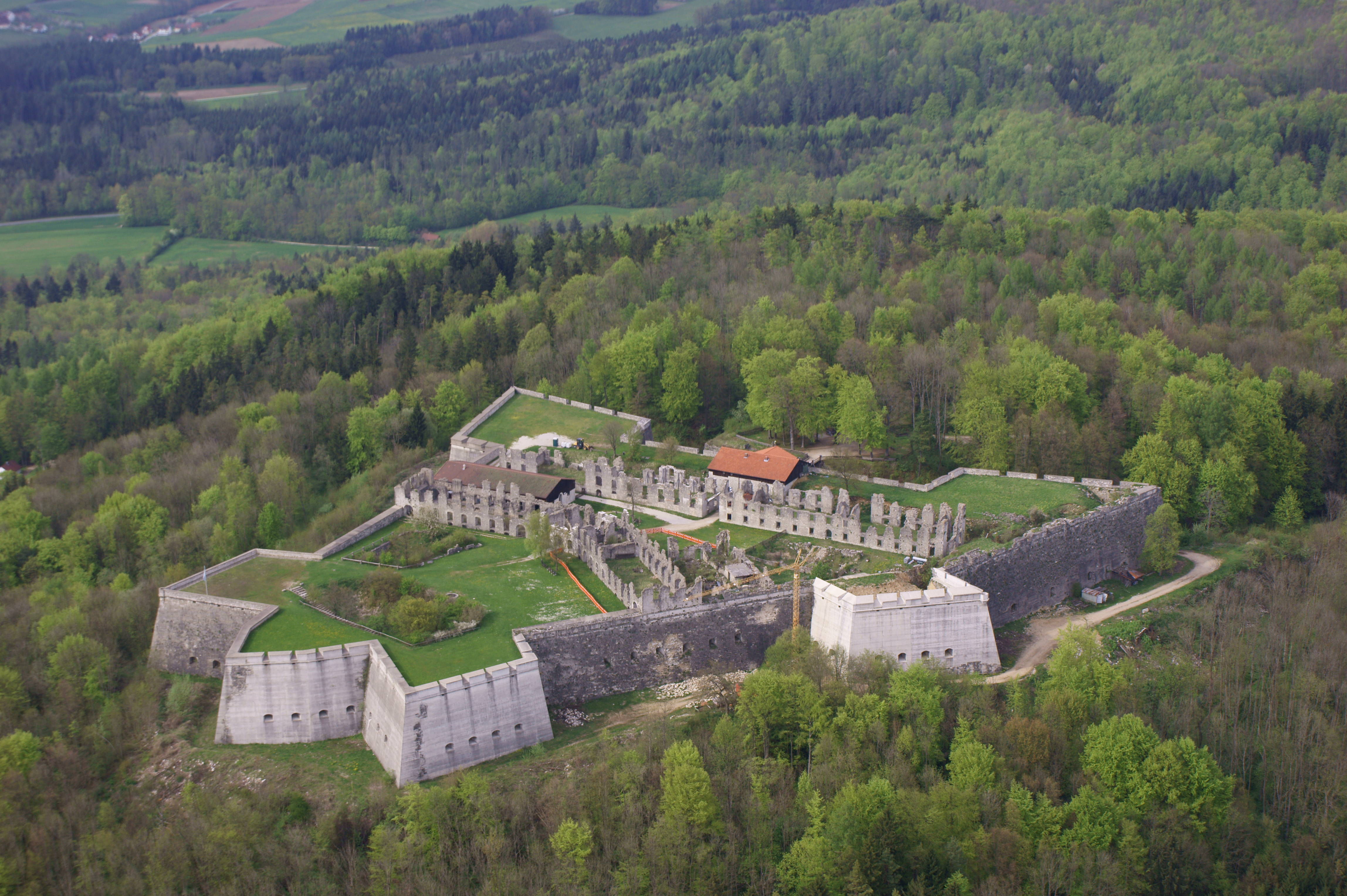
Die von Rittmeister Baron Vécsey zur Übergabe gezwungene Festung Rothenberg

- 1793 Streifzug gegen Stablo und Malmedy. Abteilungen des Regiments führten Gefechte bei Tirlemont und Arlon.
- 1794 Ein Detachement führte ein Gefecht bei Rochefort. Die anderen Abteilungen standen an der Sambre, kamen aber nur bei kleinen Vorpostengefechten zur Aktion
- 1795 Sicherungs- und Patrouillendienste bei der Armee am Rhein (Mannheim)
- 1796 Zur Armee des Erzherzogs Carl kommandiert, zeichnete sich das Regiment unter Oberst Bolza im Gefecht bei Maubach aus. Rittmeister Baron Vécsey, als Kommandant der Avantgarde, zwang die Feste Rothenberg zur Übergabe. Dieser zeichnete sich dann noch im Gefecht bei Riegel und während der Belagerung von Kehl aus und erhielt 1801 nachträglich (inzwischen zum Oberstlieutenant im Husaren-Regiment Nr. 7 befördert) den Maria-Theresia-Orden. Das Regiment kämpfte noch bei Würzburg.
- 1799 Nach Italien verlegt, kämpfte das Regiment bei S. Giuliano und bei Novi. Abteilungen des Regiments nahmen am Gefecht bei Beinette, an der Schlacht bei Genola und den Gefechten bei Carra und Mondovì teil. Major von Kees erhielt den Maria-Theresia-Orden.
- 1800 zeichnete sich das Regiment im Gefecht bei Romano und der Schlacht bei Marengo aus und kämpfte später in der Schlacht am Mincio. Rittmeister Gasser erhielt für vorzügliche Haltung bei Romano, sowie in den früheren Feldzügen (1802) nachträglich den Maria-Theresia-Orden
- 1805 Oberstlieutenant Graf Hardegg verhinderte mit seiner Division in der Schlacht bei Caldiero mehrfache Versuche feindlicher Infanterie sich der Schlüsselposition der österreichischen Stellung zu bemächtigen. Hardegg wurde mit dem Maria-Theresia-Orden dekoriert
- 1809 im VII. Korps Erzherzog Ferdinand in Polen, nahmen 2 Eskadronen an dem Überfall auf Jedlinsko teil. Das Regiment war eine Zeit lang als Besatzung in Warschau abgestellt.

Befreiungskriege
- 1813 Zur leichten Division Liechtenstein in Deutschland abgestellt, nahmen Abteilungen an den Gefechten bei Marienberg, der Schlacht um Dresden, dem Überfall auf Freiberg, den Gefechten bei Altenburg und Naumburg, der Völkerschlacht bei Leipzig und dem Gefecht bei Hochheim teil
- 1814 Immer noch bei der gleichen Division eingegliedert, nahm das Regiment nur an kleineren Gefechten teil.

Herrschaft der Hundert Tage
- 1815 Zur Armee am Rhein detachiert, war je eine Division bei der Belagerung von Strassburg, Schlettstadt, Hüningen und Basel eingesetzt.

Risorgimento
- 1821 Das Regiment war am Feldzug nach Neapel beteiligt und kämpfte bei Riet, Antrodocco und Leonessa sowie bei der Einnahme von Aquila
- 1831 eine Division des Regiments wurde bei der Okkupation von Modena und in den Legationen verwendet, ohne Aktion
- 1846 Abteilungen des in Galizien stationierten Regiments, nahmen an der Unterdrückung der dort ausgebrochenen Unruhen teil

Revolution von 1848/1849 im Kaisertum Österreich
- 1848 Die Oberstlieutenant und 1. Majors Division rückten im Korps Schlik nach Ungarn aus und kämpften in den Gefechten bei Budamér und Szikszó
- 1849 Die gleichen Abteilungen kämpften bei Eperies, Kaschau, Szantó und mit Auszeichnung bei Tarczal und Hatvan. Eine Eskadron wehrte erfolgreich einen Überfall durch Insurgenten auf Igló ab. Abteilungen des Regiments wiesen beim Rückzug vom Branisko - Pass den verfolgenden Gegner zurück. Im Sommerfeldzug standen auch die beiden anderen Divisionen in Ungarn, das gesamte Regiment kämpfte in beiden Schlachten von Komorn, des Weiteren bei Makó und Dreispitz. Im September wurden drei Eskadronen zur Belagerung von Komorn detachiert.

Deutscher Krieg
- 1866 standen vier Eskadronen im 2. Korps der Nordarmee, einzelne Abteilungen wurden bei Salnay und Schurz, das Regiment in der Schlacht bei Königgrätz und Blumenau in Gefechte verwickelt. Eine Eskadron kämpfte auf dem Rückzug in einem Gefecht bei Abtsdorf. Die 4. Eskadron stand als Besatzung in Josephstadt und Königgrätz.

Erster Weltkrieg
Im Ersten Weltkrieg sahen sich die Kavallerie-Regimenter den unterschiedlichsten Verwendungen ausgesetzt. Zum Teil bestanden sie im Regimentsverband weiter, zum Teil wurden sie Eskadronsweise auf die Infanterie-Truppendivisionen, Korps- und Armeestäbe als sogenannte Divisionskavallerie aufgeteilt. (Sie versahen dort Dienste als Aufklärungs- und Meldereiter, sowie als Sicherungs-Detachements.) Die meisten der Regimenter mussten jedoch bald die Pferde abgeben (soweit sie noch welche hatten) und kamen danach zum infanteristische Einsatz. Ausgenommen hiervon waren die Regimenter der 4. Kavallerie-Truppendivision.

## Verbleib
Nach den schweren Verlusten an Personal und Pferden in den Kämpfen gegen Russland zu Beginn des Krieges wurde das Regiment im Jahre 1915 aufgelöst. Zusammen mit den Überresten anderer Kavallerie-Regimenter bildete das ehemalige Ulanen-Regiment Nr. 6 das neuerrichtete Kavallerieschützen-Regiment Nr. 9.

## Adjustierung
- 1738: Adjustierung als Dragoner-Regiment: roter Rock, grüne Aufschläge
- 1757: dunkelblauer Rock, poncaurote Aufschläge
- 1765: roter Rock, dunkelgrüne Egalisierung, weiße Knöpfe* (Vorgesehen, aber nicht durchgeführt wegen der anstehenden Umwandlung in ein Chevauxlers-Regiment)
- 1766: Als Chevauxlegers-Regiment: grasgrüner Rock, ponceaurote Egalisierung weiße Hose, gelbe Knöpfe
- 1798: Als Dragoner-Regiment Nr. 1: dunkelgrüner Rock, scharlachrote Egalisierung, gelbe Knöpfe
- 1802: Als Chevauxlegers-Regiment Nr. 1: weißer Rock, dunkelrote Egalisierung, gelbe Knöpfe
- 1807: dunkelgrüner Rock, hellrote Egalisierung (ab 1810 scharlachrot), gelbe Knöpfe
- 1851: Als Ulanen-Regiment Nr. 6: kaisergelbe Czapka, dunkelgrüne Ulanka und Pantalons, scharlachrote Egalisierung, weiße Knöpfe
- 1865: gelbe Tatarka, lichtblaue Ulanka und Hosen, krapprote Egalisierung, weiße Knöpfe
- 1868: kaisergelbe Tatarka, lichtblaue Ulanka, krapprote Egalisierung und Stiefelhosen, weiße Knöpfe
- 1876: kaisergelbe Czapka, lichtblaue Ulanka, krapprote Egalisierung und Stiefelhosen, weiße Knöpfe

Das Regiment besaß eine mit dem Allerhöchsten Befehlsschreiben vom 30. November 1898 verliehene, an einer silbernen Ehrentrompete zu tragenden goldenen Inhaber-Jubiläums-Medaille. Diese zeigte auf der Vorderseite das Reliefportrait des Kaisers in der Inhaber-Uniform, die Inschrift „Franz Joseph I.“ und den Schild des Allerhöchsten Wappens mit der Krone. Die Rückseite enthielt die Widmung: „Der Inhaber seinem Uhlanen-Regimente Kaiser Joseph II. Nr. 6, 1848-1898“.
Die Trompete war mit vergoldeter Reliefverzierung und mit einem bestickten Goldstoff-Behang versehen.

## Status und Verbandszugehörigkeit 1914
- X. Armeekorps - 6. Kavallerie Truppendivision - 14. Kavalleriebrigade
- Nationalitäten: 52 % Polen - 40 % Ruthenen - 8 % Verschiedene
- Regimentssprachen: Polnisch und Ruthenisch

## Gliederung
Ein Regiment bestand in der Österreichisch-Ungarischen Kavallerie in der Regel ursprünglich aus drei bis vier (in der Ausnahme auch mehr) Division. (Mit Division wurde hier ein Verband in Bataillonsstärke bezeichnet. Die richtige Division wurde Infanterie- oder Kavallerie-Truppendivision genannt.) Jede Division hatte drei Eskadronen, deren jede wiederum aus zwei Kompanien bestand. Die Anzahl der Reiter in den einzelnen Teileinheiten schwankte, lag jedoch normalerweise bei etwa 80 Reitern je Kompanie.
(Bei der, durch Kaiser Joseph II. begonnenen Heeresreform war allerdings die Kompaniegliederung innerhalb der Kavallerie bereits aufgegeben worden.)
Die einzelnen Divisionen wurden nach ihren formalen Führern benannt:
- die 1. Division war die Oberst-Division
- die 2. Division war die Oberstlieutenant (Oberstleutnant)-Division
- die 3. Division war die Majors-Division
- die 4. Division war die 2. Majors-Division
- die 5. Division (falls vorhanden) wurde 3. Majors-Division genannt

Im Zuge der Heeresreform wurden die Kavallerie-Regimenter ab 1860 auf zunächst drei und dann auf zwei Divisionen reduziert.
Bedingt durch die ständige Umbenennung sind die Regimentsgeschichten der österreichisch-ungarischen Kavallerie nur sehr schwer zu verfolgen. Hinzu kommt die ständige und dem Anschein nach willkürliche, zu Teil mehrfache Umklassifizierung der Verbände. (Zum Beispiel: K.u.k. Böhmisches Dragoner-Regiment „Fürst zu Windisch-Graetz“ Nr. 14)
- siehe: k.u.k. Ulanen